# Химна Јамајке
Јамајка, земља коју волимо (енгл. Jamaica, Land We Love) је национална химна Јамајке. Текст је написао Хју Шерлок, музику је компоновао Роберт Лајтбурн, а аранжман је урадио Мејплтофт Пул.

## Текст химне на енглеском језику
Eternal Father, Bless our land
Guide us with thy mighty hand
Keep us free from evil powers
Be our light through countless hours
To our leaders, Great Defender,
Grant true wisdom from above
Justice, truth be ours forever
Jamaica, land we love
Jamaica, Jamaica, Jamaica, land we love
Teach us true respect for all
Stir response to duty's call
Strengthen us the weak to cherish
Give us vision lest we perish
Knowledge send us, Heavenly Father,
Grant true wisdom from above
Justice, truth be ours forever
Jamaica, land we love
Jamaica, Jamaica, Jamaica, land we love

## Текст химне на српском језику
Вечни оче, благодари нашу земљу
Води нас својом моћном руком
Чувај нас од злих сила
Буди наше светло кроз небројене сате
Нашим вођама, велики заштитник,
Дај праву мудрост са небеса
Правда, нека истина буде наша заувек
Јамајка, земља коју волимо
Јамајка, Јамајка, Јамајка, земља коју волимо
Учи нас правом поштовању према другима
Пробуди одјек зова дужности
Ојачај нас да пазимо на слабе
Дај нам вид да не умремо
Пошаљи нам знање, небески оче,
Дај праву мудрост са небеса
Правда, нека истина буде наша заувек
Јамајка, земља коју волимо
Јамајка, Јамајка, Јамајка, земља коју волимо